# John Taber
John Taber, född 5 maj 1880 i Auburn, New York, död 22 november 1965 i Auburn, New York, var en amerikansk republikansk politiker. Han var ledamot av USA:s representanthus 1923–1963.
Taber ligger begravd på Fort Hill Cemetery i Auburn.